# Ricard Vives i Ballvé
Ricard Vives i Ballvé (Barcelona, 21 de març de 1886 - 6 d'abril de 1982) va ser un pianista i professor de música català

Era germà gran del també músic Felip Vives  i va estudiar amb Joan Salvat, Eusebi Daniel, Antoni Nicolau i Enric Granados. Fou professor de l'"Acadèmia Ainaud" (ho era el 1908 i possiblement encara  el 1930). L'any 1912/1913, i conjuntament amb el violinista Marià Perelló i el violoncel·lista Joaquim Pere Marés, fundà el "Trio de Barcelona" que fou el primer d'aquest nom  i que es mantingué força actiu fins al 1932. Ja el 1913, el conjunt havia fet una gira de concerts per Alemanya, Bèlgica i França, i una crítica en digué (transcripció):
| «                                       | Con obras de Beethoven, Schumann y Brorak [sic], pudo oirse en Scharivenka Saal á los señores R. Vives, M. Perelló y J. P. Marés; el conjunto brilló por su inspiración musical. En lo que refiere a la ejecución técnica, fué seria y exacta, de modo que la impresión recibida fué excelente. No faltaron aplausos. | » |
| — Berliner Börsen-Courier, 23 nov. 1913 | |   |

En una faceta més institucional, Vives promogué la "Lliga de l'Associació de Música de Catalunya" i l'"Associació de Música de Cambra" i, l'any 1931, es presentà a la candidatura d'Acció Catalana Republicana pel districte X de Barcelona.
Com a compositor, va ser autor d'un número musical per a una obreta de teatre infantil, estrenada al "Cercle Catòlic" de la Mare de Déu de la Bonanova al gener del 1910. Entre els seus deixebles, tingué la pianista olotina Concepció Carreras.
Es va casar amb Mercè Mayet i Flos (1899-1961), amb qui va tenir dos fills: Francesc i Maria Teresa.

## Obres
- Pach, Albert (text); Vives, Ricard (música). La Rondalla dels infants, rondalla escénica en un acte, dividit amb tres quadros.  Barcelona: L'Escon, 1910 (Biblioteca L'Escon, 39).